# Постлова, Алена
Алена Квасилова-Постлова (чеш. Alena Kvasilová-Postlová; 24 марта 1939, Прага — 13 мая 2005) — чехословацкая гребчиха, выступавшая за сборную Чехословакии по академической гребле в 1960-х годах. Чемпионка Европы, многократная победительница и призёрка первенств национального значения.

## Биография
Алена Постлова родилась 24 марта 1939 года в Праге.
Первого серьёзного успеха в академической гребле добилась в сезоне 1960 года, когда вошла в состав чехословацкой национальной сборной и побывала на чемпионате Европы в Лондоне, откуда привезла награду серебряного достоинства, выигранную в зачёте парных двоек.
В 1961 году стала серебряной призёркой в одиночках на домашнем чемпионате Европы в Праге.
На чемпионате Европы 1962 года в Восточном Берлине превзошла всех своих соперниц в одиночках и завоевала золотую медаль.
Являлась фавориткой на женском чемпионате Европы 1963 года в Москве, но в финале перевернулась и финишировать не смогла.
В 1964 году на чемпионате Европы в Амстердаме дважды поднималась на пьедестал почёта: получила бронзу в одиночках и серебро в двойках.
В 1965 году была второй в двойках на чемпионате Европы в Дуйсбурге.
В 1966 году выиграла серебряную медаль в одиночках на чемпионате Европы в Амстердаме.
В 1967 году добавила в послужной список серебряную награду, полученную в одиночках на чемпионате Европы в Виши.
Последний раз успешно выступила на международной арене в сезоне 1969 года, когда стала серебряной призёркой в парных двойках на чемпионате Европы в Клагенфурте.
Была замужем за известным чехословацким гребцом-байдарочником Павлом Квасилом и на некоторых соревнованиях выступала под фамилией Квасилова.
Умерла 13 мая 2005 года в возрасте 66 лет.